# Gérald Rigolet
Gérald Rigolet (* 26. März 1941 in Rechthalten) ist ein ehemaliger Schweizer Eishockeytorhüter. Während seiner zehnjährigen Laufbahn in der Nationalliga A feierte er nicht weniger als sieben Meisterschaftstitel (zwei mit dem Villars HC, fünf mit dem HC La Chaux-de-Fonds).

## Karriere

### Vereine
Rigolet begann seine Eishockeykarriere im Nachwuchs des HC Gottéron. Via den HC Lugano, für den er in der Saison 1959/60 spielte, kam er 1961 zum Villars HC, mit dem er 1962 erst von der NLB in die NLA aufstieg und in den darauffolgenden zwei Saisons seine ersten Meistertitel gewann. Es folgte 1966 der Wechsel zum Ligakonkurrenten HC La Chaux-de-Fonds. Mit den Chaux-de-Fonniers wurde er in den folgenden sechs Saisons fünf Mal Meister. 1972 wechselte Rigolet in die 1. Liga zum EV Zug, mit dem er 1974 noch einen letzten Erfolg feiern konnte: den Aufstieg in die NLB. Rigolet stellte während seiner Karriere mehrere Bestmarken auf. So blieb er in der höchsten Liga der Schweiz in 31 Spielen, davon vier in Folge, ohne Gegentor.

### Nationalmannschaft
1971 gewann Rigolet mit der Schweizer Eishockeynationalmannschaft die B-Weltmeisterschaft und erreichte damit den Aufstieg in die A-Gruppe. Im entscheidenden Spiel um den Turniersieg gegen die DDR avancierte der Freiburger Torhüter dabei zum Matchwinner. Im ausverkauften Allmendstadion hielt Rigolet 68 Schüsse des krass überlegenen Gegners. Kurios: Kurz vor Spielschluss prallte Rigolet mit einem Gegenspieler zusammen und verlor dabei seinen Helm. Aus zwei Kopfwunden blutend, spielte er die Partie zu Ende und sicherte seiner Mannschaft damit den 3:1-Sieg und den B-Weltmeistertitel. Ebenfalls nahm Rigolet an zwei Winter-Olympiaden teil: 1964 in Innsbruck, als die Schweiz mit einem Torverhältnis von 9:57 den 10. und letzten Platz belegte. Auch 1972 in Sapporo war Rigolet Teil des Aufgebots.

## Erfolge und Auszeichnungen

### Vereine
- 1962 Meister der NLB und Aufstieg in die NLA mit dem Villars HC
- 1963 Schweizer Meister mit dem Villars HC
- 1964 Schweizer Meister mit dem Villars HC
- 1968 Schweizer Meister mit dem HC La Chaux-de-Fonds
- 1969 Schweizer Meister mit dem HC La Chaux-de-Fonds
- 1970 Schweizer Meister mit dem HC La Chaux-de-Fonds
- 1971 Schweizer Meister mit dem HC La Chaux-de-Fonds
- 1972 Schweizer Meister mit dem HC La Chaux-de-Fonds
- 1974 Meister der 1. Liga und Aufstieg in die NLB mit dem EV Zug

### Nationalmannschaft
- 1971 B-Weltmeister und Aufstieg in die A-Gruppe
- 1971 Bester Torhüter der B-Weltmeisterschaft
- 1971 All-Star-Team der B-Weltmeisterschaft